# Speed Demon
«Speed Demon» es una canción del artista estadounidense Michael Jackson, perteneciente a su séptimo álbum de estudio Bad. Jackson la compuso y coprodujo, mientras que Quincy Jones la produjo. Es una canción pop cuya letra se refiere al límite de velocidad. Se lanzó el 4 de septiembre de 1989 en Europa y más tarde el 12 de octubre del mismo año en Estados Unidos,como un sencillo promocional para el álbum y la película de 1988 Moonwalker. Recibió opiniones variadas de los críticos de la música.
«Speed Demon» iba a ser lanzado originalmente como un sencillo oficial, pero esos planes fueron cancelados posteriormente. De haberse lanzado oficialmente, habría sido el décimo y último sencillo lanzado de Bad. Logró un éxito comercial menor, pues recibió solo airplay menor en Estados Unidos. A pesar de haber sido incluido en Bad, no se interpretó en ninguna de las etapas de la gira mundial Bad.

## Antecedentes
Michael Jackson compuso y coprodujo «Speed Demon», mientras que Quincy Jones la produjo, y figura en el séptimo álbum de estudio de Jackson, Bad. Inicialmente, iba a ser publicado como un sencillo oficial, pero los planes fueron cancelados y se lanzó como un sencillo promocional. Tiene una duración de cuatro minutos y un segundo. La letra trata sobre el límite de la velocidad.Aunque la pista formaba parte del álbum Bad, Jackson no la interpretó durante su Bad World Tour, ni en ninguna de sus otras giras.

## Respuesta crítica
«Speed Demon» recibió críticas variadas de los críticos de la música. Davitt Sigerson de Rolling Stone declaró que el contenido «relleno» en Bad –incluyendo canciones como «Speed Demon», «Dirty Diana» y «Liberian Girl»– hecho en Bad es «más rico, más sexy y mejor que el poco memorable de Thriller (1982)». Sigerson describió a «Speed Demon» como «la canción del coche», y comentó que la canción «es un cuento divertido de poca potencia, en el superego de que Jackson da su ID en un billete». Stephen Thomas Erlewine de Allmusic fue negativo hacia la canción, y dijo que los álbumes que «constituyen» el «punto muerto casi fatal en el disco» fueron «Speed Demon» y «Another Part of Me», que eran «una secuencia que está totalmente sin rostro, carecen de melodías y ganchos memorables».
Richard Cromelin de Los Angeles Times dio a Bad una crítica positiva. Comentó que «Speed Demon» sería «cero» audiófilo en la «grabación intro-Dimensional del coche de carrera». Eric Snider de The St. Petersburg Times la describió como un «revuelto a lo largo y sin descanso». Jay Cocks de Time señaló que Jackson hizo grandes «trucos vocales» en las pistas de Bad, como «Speed Demon» y «Dirty Diana», y las describió como «ágiles y fantasiosas como cualquiera de sus pasos de baile».

## Vídeo promocional
Como promoción de parte de «Speed Demon», Jackson filmó un vídeo promocional de la canción, que aparece en la película de 1988 Moonwalker. Will Vinton dirigió el vídeo. La historia comienza cuando Jackson trata de evitar a los fanáticos sobre celosos (incluso al personaje The Noid), y se disfraza de un conejo llamado Spike, pero termina provocando a los fanáticos que lo perseguían. Durante la persecución, se transforma en otras celebridades, incluyendo a Sylvester Stallone, Tina Turner y Pee-Wee Herman. Después de perder finalmente a los fanáticos, se quita el traje, que viene a la vida y lo desafía a un baile.
Al final, Clancy Brown le dice que está en una «zona de caminata lunar», y Jackson vuelve a señalar a Spike, y el conejo ya se ha ido. El policía entonces pide sarcásticamente su autógrafo (en contraposición a la «multa») en el billete. Al igual que Jackson se prepara para salir, el peñasco frente a él se transforma en la cabeza de Spike, quien luego asiente a él, dejando a Jackson al próximo nivel por su propio alter ego. Sin embargo, él parece feliz cuando sale. Dennis Hunt de Los Angeles Times comentó que los clips de «Bad» (que aparece en la película como «Badder», con niños recreando el clip original), «Speed Demon» y «Leave Me Alone» son «hábiles, bien elaborados y con cara al futuro» pero «todavía son solo vídeos musicales promocionales» y consideró que no eran «aun ensartados en un modo particularmente imaginativo». En 2010, la versión corta del vídeo musical fue lanzada en la caja recopilatoria Michael Jackson's Vision (2010).

## Lista de canciones
| Sencillo promocional de 7" |               |          |  |
| N.º                        | Título        | Duración |  |
| 1.                         | «Speed Demon» | 4:01     |  |

## Créditos y personal
| - Compuesto por Michael Jackson - Producido por Quincy Jones - Coproducido por Michael Jackson - Michael Jackson: Solista y coros, sintetizador vocal - Larry Williams: Solo de saxofón de cadena musical compacta - Miko Brando, Ollie E. Brown, John Robinson: Batería - Douglas Getschal: Programación de batería - Bill Bottrell, David Williams: Guitarras - Kim Hutchcroft: Saxofón - Gary Grant, Jerry Hey: Trompetas - Paulinho Da Costa: Percusión | - Christopher Currell: Synclavier, efectos - John Barnes, Michael Boddicker, Greg Phillinganes: Sintetizadores - Eric Persing: Programación de sintetizadores - Intro del coche de carrera: - Grabación dimensional por Spherical Sound, Inc. - Sonidos de ingeniería por Ken Caillat y Tom Jones - Arreglos rítmicos por Michael Jackson y Quincy Jones - Arreglos vocales por Michael Jackson - Sintetizador y arreglos de cuerno por Jerry Hey |

Créditos adaptados de Allmusic.